# A.J. Price
Anthony Jordan Price, detto A.J. (Orange, 7 ottobre 1986), è un ex cestista statunitense, professionista nella NBA e in Cina.
È il figlio di Tony Price.

## Carriera
È stato selezionato dagli Indiana Pacers al secondo giro del Draft NBA 2009 (52ª scelta assoluta).

## Statistiche

### College
| Anno      | Squadra       | PG | PT | MP   | TC%  | 3P%  | TL%  | RP  | AP  | PRP | SP  | PP   |
| --------- | ------------- | -- | -- | ---- | ---- | ---- | ---- | --- | --- | --- | --- | ---- |
| 2006-2007 | UConn Huskies | 31 | 23 | 23,9 | 38,7 | 27,3 | 69,0 | 3,0 | 3,6 | 1,2 | 0,1 | 9,4  |
| 2007-2008 | UConn Huskies | 33 | 33 | 32,1 | 43,7 | 36,9 | 74,6 | 3,5 | 5,8 | 1,3 | 0,1 | 14,5 |
| 2008-2009 | UConn Huskies | 35 | 35 | 31,8 | 40,8 | 40,2 | 72,1 | 3,5 | 4,7 | 0,7 | 0,0 | 14,7 |
| Carriera  | Carriera      | 99 | 91 | 29,4 | 41,3 | 36,5 | 72,2 | 3,4 | 4,7 | 1,1 | 0,1 | 13,0 |

### NBA

#### Regular Season
| Anno      | Squadra             | PG  | PT | MP   | TC%  | 3P%  | TL%  | RP  | AP  | PRP | SP  | PP   |
| --------- | ------------------- | --- | -- | ---- | ---- | ---- | ---- | --- | --- | --- | --- | ---- |
| 2009-2010 | Indiana Pacers      | 56  | 2  | 15,4 | 41,0 | 34,5 | 80,0 | 1,6 | 1,9 | 0,6 | 0,1 | 7,3  |
| 2010-2011 | Indiana Pacers      | 50  | 0  | 15,9 | 35,6 | 27,5 | 66,7 | 1,4 | 2,2 | 0,6 | 0,0 | 6,5  |
| 2011-2012 | Indiana Pacers      | 44  | 1  | 12,9 | 33,9 | 29,5 | 80,0 | 1,4 | 2,0 | 0,5 | 0,0 | 3,9  |
| 2012-2013 | Wash. Wizards       | 57  | 22 | 22,4 | 39,0 | 35,0 | 79,0 | 2,0 | 3,6 | 0,6 | 0,1 | 7,7  |
| 2013-2014 | Minnesota T'wolves  | 28  | 0  | 3,5  | 41,3 | 27,3 | 0,0  | 0,4 | 0,5 | 0,0 | 0,0 | 1,6  |
| 2014-2015 | Indiana Pacers      | 10  | 0  | 19,3 | 43,8 | 38,5 | 66,7 | 1,4 | 2,7 | 0,4 | 0,0 | 10,5 |
| 2014-2015 | Cleveland Cavaliers | 11  | 0  | 7,9  | 26,5 | 0,0  | 66,7 | 1,4 | 1,2 | 0,3 | 0,0 | 2,0  |
| 2014-2015 | Phoenix Suns        | 5   | 0  | 8,8  | 21,4 | 0,0  | -    | 0,6 | 1,2 | 0,0 | 0,0 | 1,2  |
| Carriera  | Carriera            | 261 | 25 | 15,1 | 38,0 | 31,6 | 74,2 | 1,4 | 2,2 | 0,5 | 0,0 | 5,8  |

#### Playoffs
| Anno     | Squadra        | PG | PT | MP   | TC%  | 3P%  | TL%  | RP  | AP  | PRP | SP  | PP  |
| -------- | -------------- | -- | -- | ---- | ---- | ---- | ---- | --- | --- | --- | --- | --- |
| 2011     | Indiana Pacers | 5  | 0  | 16,0 | 37,1 | 43,8 | 90,0 | 1,4 | 1,2 | 0,6 | 0,0 | 8,4 |
| 2012     | Indiana Pacers | 4  | 0  | 1,8  | 50,0 | -    | -    | 0,5 | 0,3 | 0,0 | 0,0 | 0,5 |
| Carriera | Carriera       | 9  | 0  | 9,7  | 37,8 | 43,8 | 90,0 | 1,0 | 0,8 | 0,3 | 0,0 | 4,9 |